# Marrons de Jamaïque

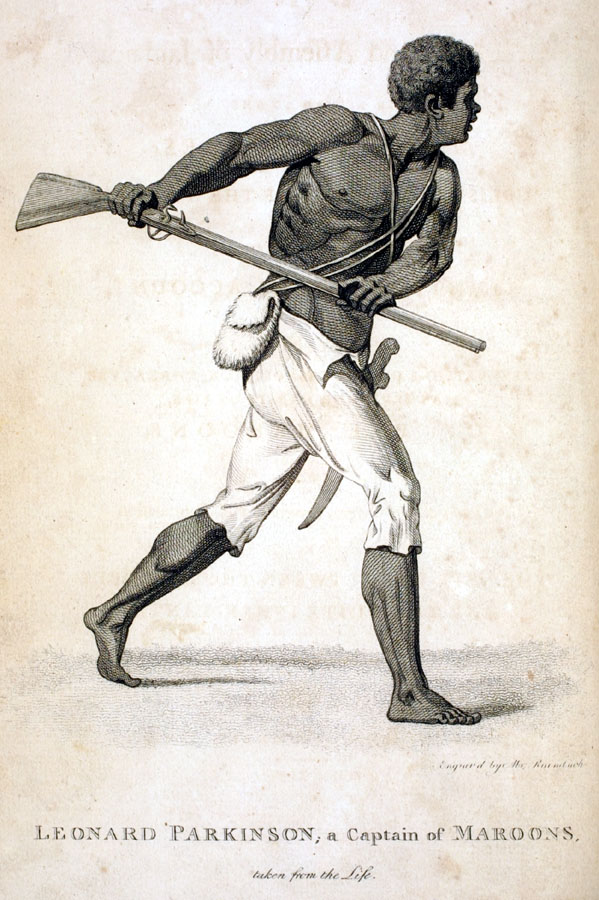
Leonard Parkinson, chef marron de Jamaïque, 1796.

Les nègres marrons de Jamaïque sont les descendants des Africains qui ont lutté contre l'esclavage et se sont échappés pour fonder des communautés libres dans les régions montagneuses de l'intérieur de la Jamaïque, à l'époque de l'esclavage. Il est probable que les premiers à fuir aient été les esclaves importés durant l'époque de la colonisation espagnole. De nombreux esclaves ont acquis leur liberté lorsque la Grande-Bretagne a pris la Jamaïque en 1655. 
Les nègres marrons « au vent » (« Windward Maroons »), et ceux de la région du Cockpit, ont résisté avec détermination à leur conquête lors des deux Guerres des nègres marrons (« First and Second Maroon Wars ») en 1771.

## Histoire
Lorsque les Anglais ont  pris la Jamaïque en 1655, les colons espagnols ont fui, laissant un grand nombre d'esclaves africains. Ces anciens esclaves africains ont créé trois Palenques, soit trois colonies distinctes, des communautés indépendantes, dans les régions montagneuses, où ils ont fini par avoir le contrôle d'une grande partie de l'intérieur de la Jamaïque.
Les raids qu'ils conduisaient contre les plantations ont conduit à la Première Guerre des nègres marrons (« First Maroon War »).
En 1739-40 le gouverneur britannique Edward Trelawny a signé un traité avec les nègres marrons, leur promettant des terres et l'autonomie, en échange de leur engagement à  ne plus aider les esclaves en fuite, mais à les ramener (contre deux dollars par esclave). 
Lorsque, en 1795, un nouveau gouverneur s'est mis à maltraiter les nègres marrons, les tensions conduisirent à une Seconde Guerre des nègres marrons. Ayant perdu, 568 nègres marrons furent déportés vers la Nouvelle-Écosse, au Canada.

### Déportation vers la Nouvelle-Écosse et le Sierra Leone
À la suite de la révolte contre le gouvernement colonial, en 1796, 568 nègres marrons de Trelawny Town en Jamaïque furent déportés vers la Nouvelle-Écosse.
Le lieutenant-gouverneur, Sir John Wentworth, pensait que les nègres marrons feraient de bons colons. 
Mais, après un premier hiver, les nègres marrons, habitués à une vie indépendante, et peu enclins à servir de serfs pour défricher le terrain, se montrèrent moins heureux de leurs conditions de vie.
Aussi, en 1800, le gouvernement britannique décida d'envoyer les nègres marrons vers la nouvelle colonie de Freetown, dans ce qui est aujourd'hui le Sierra Leone (Afrique de l'Ouest). Il va sans dire que l'exil vers l'Afrique ne fut pas aisé pour les nègres marrons, et, « en 1841, 90 pour cent des derniers Marrons de Freetown -- quelque 591 personnes --s'en retournèrent en Jamaïque » pour travailler pour des « planteurs jamaïcains » qui « avait un besoin urgent d'ouvriers ».
Les nègres marrons de la Jamaïque ont laissé un bon souvenir au Sierra Leone. Ceux qui y sont restés se sont mélangés à la communauté créole. L'église St. John's Maroon Church, fut érigée par les nègres marrons en 1820, sur ce qui est aujourd'hui l'artère principale de la ville.

## Les nègres marrons aujourd'hui
À ce jour, les nègres marrons de Jamaïque conservent une certaine indépendance vis-à-vis de la culture jamaïcaine. L'isolement des villages fondés par leurs ancêtres font que leurs communautés demeurent, toujours aujourd'hui, parmi les plus difficiles d'accès de l'île.
Il reste onze lieux sur les terrains donnés à l'origine aux nègres marrons lors du traité avec les Britanniques. Les nègres marrons y conservent encore des pratiques et rituels traditionnels, dont certains puisent leur source en Afrique de l'Ouest. Accompong, dans la paroisse de Saint Elizabeth, est le village le plus important, où demeurent 600 nègres marrons « au vent ». Tous les 6 janvier, ils célèbrent la signature du traité à l'issue de la  Première Guerre des nègres marrons,.
En 2008, l'héritage nègre marron de Moore Town a été inscrit  sur la Representative List of the Intangible Cultural Heritage of Humanity en 2008.

## Akan
Au moins une partie des nègres marrons de Jamaïque sont issus du peuple Akan, ce qui correspond aujourd'hui au Ghana, ce qui se voit encore dans les prénoms donnés aux enfants.

## Dans la culture populaire
- 1984 - Caribbean Crucible. From Repercussions: A Celebration of African-American Music série TV, program 6. Réalisé par Dennis Marks et Geoffrey Haydon.

## D'autres lectures
- Bilby, Kenneth. "Jamaican Maroons at the Crossroads: Losing Touch With Tradition." Caribbean Review, Fall, 1980.
- Kenneth Bilby, True-Born Maroons (New World Diasporas), Gainsville, University Press of Florida, 2005 (ISBN 978-0813032788)
- Campbell, Mavis C. The Maroons of Jamaica 1655-1796: A History of Resistance, Collaboration & Betrayal. Granby, MA:  Bergin   & Garvey, 1988.
- Dunham, Katherine. Journey to Accompong. New York: Henry Holt and Company, 1946.
- « Marrons de la Jamaïque en Nouvelle-Écosse », sur www.thecanadianencyclopedia.ca (consulté le 7 mars 2024)